# Doué-en-Anjou
Doué-en-Anjou est, depuis le 30 décembre 2016, une commune nouvelle française, située dans le département de Maine-et-Loire, en région Pays de la Loire.

## Géographie

### Localisation
La commune repose sur le bassin houiller de Basse Loire.

### Climat
Pour des articles plus généraux, voir Climat des Pays de la Loire et Climat de Maine-et-Loire.
En 2010, le climat de la commune est de type climat océanique altéré, selon une étude du CNRS s'appuyant sur une série de données couvrant la période 1971-2000. En 2020, Météo-France publie une typologie des climats de la France métropolitaine dans laquelle la commune est exposée à un climat océanique et est dans la région climatique  Moyenne vallée de la Loire, caractérisée par une bonne insolation (1 850 h/an) et un été peu pluvieux. 
Pour la période 1971-2000, la température annuelle moyenne est de 11,6 °C, avec une amplitude thermique annuelle de 14,3 °C. Le cumul annuel moyen de précipitations est de 664 mm, avec 11,3 jours de précipitations en janvier et 5,9 jours en juillet. Pour la période 1991-2020, la température moyenne annuelle observée sur la station météorologique de Météo-France la plus proche, « Mont-Bellay-Inra », sur la commune de Montreuil-Bellay à 11 km à vol d'oiseau, est de 12,8 °C et le cumul annuel moyen de précipitations est de 616,3 mm,. Pour l'avenir, les paramètres climatiques de la commune estimés pour 2050 selon différents scénarios d'émission de gaz à effet de serre sont consultables sur un site dédié publié par Météo-France en novembre 2022.

## Urbanisme

### Typologie
Au 1er janvier 2024, Doué-en-Anjou est catégorisée petite ville, selon la nouvelle grille communale de densité à sept niveaux définie par l'Insee en 2022.
Elle appartient à l'unité urbaine de Doué-en-Anjou, une unité urbaine monocommunale constituant une ville isolée,. Par ailleurs la commune fait partie de l'aire d'attraction de Doué-en-Anjou, dont elle est la commune-centre,. Cette aire, qui regroupe 7 communes, est catégorisée dans les aires de moins de 50 000 habitants,.

## Histoire
La commune nouvelle regroupe les communes de Brigné, de Concourson-sur-Layon, de Doué-la-Fontaine, de Forges, de Meigné, de Montfort, de Saint-Georges-sur-Layon et des Verchers-sur-Layon qui deviennent des communes déléguées le 30 décembre 2016.

## Politique et administration

### Administration municipale
| Période                                  | Période                      | Identité       | Étiquette | Qualité              |
| ---------------------------------------- | ---------------------------- | -------------- | --------- | -------------------- |
| janvier 2017                             | En cours (au 3 juillet 2020) | Michel Pattée, | DVD       | Agriculteur retraité |
| Les données manquantes sont à compléter. |                              |                |           |                      |

### Communes déléguées
| Nom                      | Code Insee | Intercommunalité                    | Superficie (km2) | Population (dernière pop. légale) | Densité (hab./km2) |
| ------------------------ | ---------- | ----------------------------------- | ---------------- | --------------------------------- | ------------------ |
| Doué-la-Fontaine (siège) | 49125      | CC de la Région de Doué la Fontaine | 35,90            | 7 588 (2014)                      | 211                |
| Brigné                   | 49047      | CC de la Région de Doué la Fontaine | 14,63            | 446 (2014)                        | 30                 |
| Concourson-sur-Layon     | 49104      | CC de la Région de Doué la Fontaine | 18,21            | 559 (2014)                        | 31                 |
| Forges                   | 49141      | CC de la Région de Doué la Fontaine | 9,01             | 300 (2014)                        | 33                 |
| Meigné                   | 49198      | CC de la Région de Doué la Fontaine | 13,19            | 375 (2014)                        | 28                 |
| Montfort                 | 49207      | CC de la Région de Doué la Fontaine | 4,41             | 106 (2014)                        | 24                 |
| Saint-Georges-sur-Layon  | 49282      | CC de la Région de Doué la Fontaine | 22,50            | 771 (2014)                        | 34                 |
| Les Verchers-sur-Layon   | 49365      | CC de la Région de Doué la Fontaine | 30,70            | 898 (2014)                        | 29                 |

## Population et société

### Démographie

#### Évolution démographique
L'évolution du nombre d'habitants est connue à travers les recensements de la population effectués dans la commune depuis sa création.

En 2022, la commune comptait 11 227 habitants, en évolution de +2,24 % par rapport à 2016 (Maine-et-Loire : +2,12 %, France hors Mayotte : +2,11 %).
| 2016   | 2021   | 2022   |
| ------ | ------ | ------ |
| 10 981 | 11 228 | 11 227 |

#### Pyramide des âges
La population de la commune est relativement âgée. En 2018, le taux de personnes d'un âge inférieur à 30 ans s'élève à 33,7 %, soit un taux inférieur à la moyenne départementale (37,2 %). À l'inverse, le taux de personnes d'un âge supérieur à 60 ans (28,9 %) est supérieur au taux départemental (25,6 %).
En 2018, la commune comptait 5 433 hommes pour 5 667 femmes, soit un taux de 51,05 % de femmes, inférieur au taux départemental (51,37 %).
Les pyramides des âges de la commune et du département s'établissent comme suit :
| Hommes | Classe d’âge | Femmes |
| ------ | ------------ | ------ |
| 1,0    | 90 ou +      | 2,3    |
| 8,3    | 75-89 ans    | 11,1   |
| 17,2   | 60-74 ans    | 17,8   |
| 19,2   | 45-59 ans    | 19,3   |
| 18,1   | 30-44 ans    | 18,2   |
| 14,5   | 15-29 ans    | 13,4   |
| 21,7   | 0-14 ans     | 18,0   |

| Hommes | Classe d’âge | Femmes |
| ------ | ------------ | ------ |
| 0,9    | 90 ou +      | 2,1    |
| 7      | 75-89 ans    | 9,5    |
| 16,2   | 60-74 ans    | 16,9   |
| 19,4   | 45-59 ans    | 18,7   |
| 18,2   | 30-44 ans    | 17,5   |
| 18,8   | 15-29 ans    | 17,6   |
| 19,5   | 0-14 ans     | 17,6   |

## Culture locale et patrimoine

### Lieux et monuments
- L'église Saint-Pierre de Meigné ;
- l'église Saint-Laurent de Forges ;
- la Motte castrale de Doué-la-Fontaine ;
- le château de Soulanger ;
- l'église Saint-Denis de Doué-la-Fontaine ;
- la cave aux sarcophages, ancienne carrière de falun[17].